# Фарес (сын Иуды)
Фарес (др.-евр. פרץ‬, «расторгающий»), Фарез, Пе́рец — сын Иуды от Фамари, брат-близнец Зары (Зе́раха).
Во время родов Фамари он оттеснил своего брата Зару, то есть «расторг себе преграду», отчего получил имя Фарес (Быт. 38:27—30).
Его потомство считалось многочисленным, и вследствие сего явилось благожелание: «да будет дом твой, как дом Фареса, которого родила Фамарь Иуде» (Руф. 4:12). Сынами Фареса были Есром и Хамул (Быт. 46:12). Он был родоначальником дома Иудина, рода Перец и предком царя Давида (Руф. 4:18—22).
Фарес упоминается в родословии Иисуса Христа (Мф. 1:3, Лк. 3:33). После Вавилонского плена оставалось в Иерусалиме из его потомков только 468 человек, которые все были людьми отличными (Неем. 11:6).